# Tanne Amanda Balcells
Tanne Amanda Balcells er en dansk sangerinde. Hun deltog i den 12. sæson af X-Factor Danmark på TV 2, som en del af Oh Lands sammensatte pigegruppe "ECHO", som nåede til semifinalen og fik en fjerdeplads.
Hun deltog senere i Dansk Melodi Grand Prix 2020 sammen med Benjamin Rosenbohm under kunstnernavnet Ben & Tan, hvor de vandt med sangen "Yes". Ben & Tan skulle have repræsenteret Danmark vef Eurovision Song Contest 2020 i Rotterdam, men grundet Covid-19 pandemien blev Eurovision Song Contest 2020 aflyst.

## Diskografi
- "I Got You"
- "Yes"